# Copa Libertadores 1961
W drugiej edycji Copa Libertadores udział wzięli reprezentanci wszystkich krajów zrzeszonych w CONMEBOL poza Wenezuelą. Zwycięzcą drugi raz z rzędu został urugwajski klub CA Peñarol, który w finale pokonał reprezentanta Brazylii - SE Palmeiras. W półfinale spotkali się finaliści pierwszej edycji Copa Libertadores (Peñarol i Olimpia) - także i w tym przypadku dwumecz wygrał klub urugwajski.

## 1/8 finału
| Independiente Santa Fe Bogota - Barcelona SC 3:0 i 2:2 1 02.04 1961 1:0 Osvaldo Panzutto 25, 2:0 Osvaldo Panzutto 34, 3:0 Alberto Perazzo 40 2 02.04 1961 1:0 Alberto Perazzo 10, 1:1 Horacio Romero 46, 2:1 Osvaldo Panzutto 50, 2:2 Horacio Romero 58 Źródło: http://www.rsssf.com/sacups/indep-sf-copa.html |

## 1/4 finału
| CSD Colo-Colo - Club Olimpia 2:5 i 2:1 1 09.04 1961 Enrique Hormazábal, Jorge Toro - Pedro Antonio Cabral (2), Benicio Ferreira (2), Antonio González 2 16.04 1961 Enrique Hormazábal, Luis Hernán Álvarez - Antonio González |
| CA Peñarol - Universitario Lima 5:0 i 0:2 1 19.04 1961 1:0 Juan Joya 36, 2:0 Alberto Spencer 44, 3:0 Juan Joya 63, 4:0 Alberto Spencer 77, 5:0 José Sasía 85 2 30.04 1961 0:1 Angel Uribe 30, 0:2 Tomás Iwasaki 37 Źródło: http://www.rsssf.com/sacups/penarol-copa1969.html                                                      |
| Club Jorge Wilstermann - Independiente Santa Fe Bogota 3:2 i 0:1 1 30.04 1961 1:0 Renán López 8, 1:1 Osvaldo Panzutto 13, 2:1 César Sánchez 17, 3:1 Renán López 76, 3:2 Roberto José Castro 86 2 07.05 1961 0:1 Oscar Claure 26s awans Independiente Santa Fe po losowaniu Źródło: http://www.rsssf.com/sacups/indep-sf-copa.html |
| CA Independiente - SE Palmeiras 0:2 i 0:1 1 04.05 1961 Gildo, Zequinha 2 11.05 1961 Geraldo Scotto II |

## 1/2 finału
| CA Peñarol - Club Olimpia 3:1 i 2:1 1 21.05 1961 1:0 Juan Víctor Joya 20, 1:1 Antonio González 50g, 2:1 Núber Cano 73g, 3:1 Luis Cubilla 87 2 27.05 1961 0:1 Luis Doldán 10, 1:1 José Francisco Sasía 77k, 2:1 Luis Cubilla 80g Źródło: http://www.rsssf.com/sacups/penarol-copa1969.html                                            |
| Independiente Santa Fe Bogota - SE Palmeiras 2:2 i 1:4 1 21.05 1961 0:1 Gildo 7, 1:1 Alberto Perazzo 8, 1:2 Chinezinho 39, 2:2 Roberto José Castro 52 2 28.05 1961 0:1 Romeiro 3, 0:2 Romeiro 22, 0:3 Humberto Barbosa 44, 0:4 Humberto Barbosa 56, 1:4 Oscar Luis Mottura 60 Źródło: http://www.rsssf.com/sacups/indep-sf-copa.html |

## FINAŁ
| CA Peñarol - SE Palmeiras 1:0 i 1:1 |
| 4 czerwca 1961 Montevideo Estadio Centenario (64 376) CA Peñarol - SE Palmeiras 1:0 (0:0) Sędzia: José Luis Praddaude (Argentyna) / Juan Brozzi (Argentyna), Carlos Nai Foino (Argentyna) Bramki: 1:0 Alberto Spencer 89 Club Atlético Peñarol (trener Roberto Scarone): Luis María Maidana - William Martínez, Núber Cano, Edgardo González, Roberto Matosas, Walter Aguerre, Luis Cubilla, Ernesto Ledesma, Alberto Spencer, José Francisco Sasía, Juan Víctor Joya SE Palmeiras (trener Armando Renganeschi): Valdir, Djalma Santos, Valdemar Carabina, Aldemar, Geraldo da Silva, Zequinha, Julinho Botelho (Nílton Santos), Humberto Barbosa, Geraldo Scotto, Chinesinho, Romeiro                                                           |
| 11 czerwca 1961 São Paulo Estádio do Pacaembu (50 000) SE Palmeiras - CA Peñarol 1:1 (1:0) Sędzia: José Luis Praddaude (Argentyna) / Juan Brozzi (Argentyna), Carlos Nai Foino (Argentyna) Bramki: 1:0 José Francisco Sasía 2, 1:1 Nardo 77 SE Palmeiras (trener Armando Renganeschi): Valdir, Djalma Santos, Valdemar Carabina, Geraldo da Silva, Zequinha, Aldemar, Julinho Botelho, Romeiro (Nardo), Geraldo Scotto, Chinesinho, Gildo Club Atlético Peñarol (trener Roberto Scarone): Luis María Maidana - William Martínez, Núber Cano, Edgardo González, Roberto Matosas, Walter Aguerre, Luis Cubilla, Ernesto Ledesma, Alberto Spencer, José Francisco Sasía, Juan Víctor Joya Źródło: http://www.rsssf.com/sacups/penarol-copa1969.html |

## Klasyfikacja
Poniższa tabela ma charakter statystyczny. O kolejności decyduje na pierwszym miejscu osiągnięty etap rozgrywek, a dopiero potem dorobek bramkowo-punktowy.
| Poz                                                                   | Klub                          | Mecze | Zw | Rem | Por | Pkt | BrZd | BrStr |
| --------------------------------------------------------------------- | ----------------------------- | ----- | -- | --- | --- | --- | ---- | ----- |
| 1                                                                     | CA Peñarol                    | 6     | 4  | 1   | 1   | 7   | 12   | 5     |
| 2                                                                     | SE Palmeiras                  | 6     | 3  | 2   | 1   | 8   | 10   | 5     |
| 3                                                                     | Independiente Santa Fe Bogota | 6     | 2  | 2   | 2   | 6   | 11   | 11    |
| 4                                                                     | Club Olimpia                  | 4     | 1  | 0   | 3   | 2   | 8    | 9     |
| 5                                                                     | Club Jorge Wilstermann        | 2     | 1  | 0   | 1   | 2   | 3    | 3     |
| 6                                                                     | CSD Colo-Colo                 | 2     | 1  | 0   | 1   | 2   | 4    | 6     |
| 7                                                                     | Universitario Lima            | 2     | 1  | 0   | 1   | 2   | 2    | 5     |
| 8                                                                     | CA Independiente              | 2     | 0  | 0   | 2   | 0   | 0    | 3     |
| 9                                                                     | Barcelona SC                  | 2     | 0  | 1   | 1   | 1   | 2    | 5     |
| Podsumowanie: 16 meczów, w tym 3 remisy, 52 bramki - 3.25 bramki/mecz |                               |       |    |     |     |     |      |       |